# Горючість
Горючість — це здатність речовини або матеріалу до горіння.
Займання — це початок горіння під дією джерела запалювання.
За горючістю речовини і матеріали поділяються на три групи:
- Горючі — речовини і матеріали здатні самозайматися, або займатися від джерел запалювання і самостійно горіти або тліти після його віддалення[3]. До них належать всі органічні речовини.
- Негорючі — речовини і матеріали, які не здатні до горіння у повітрі, від джерел запалювання не займаються, не тліють і не обвуглюються. Це неорганічні матеріали, метали та ін[4].
- Важкогорючі — речовини і матеріали, які горять від джерела запалювання, але не здатні горіти після його видалення. Це матеріали, які містять горючі та негорючі складові[4].

## Горючість рідин
Горючі рідини більш пожежонебезпечні, ніж тверді матеріали і речовини, тому що вони легко займаються, інтенсивніше горять та утворюють з повітрям вибухо- та пожежонебезпечні суміші і характеризуються
- температурою спалаху,
- нижньою і верхньою межею поширення полум’я[4].

### Класифікація рідин за горючістю
За температурою спалаху розрізняють рідини: 
- Легкозаймисті (ЛЗР) — це рідини з температурою спалаху до 61°С (в закритому тиглі) або до 66°С (у відкритому тиглі).
- Горючі рідини (ГР) — це рідини з температурою спалаху понад 61°С (в закритому тиглі) або понад 66°С (у відкритому тиглі)[4].

## Горючість газів
Ступінь пожежовибухонебезпечності горючих газів визначається також концентраційними межами поширення полум’я.